# Antoligostethus
Antoligostethus is een geslacht van kevers uit de familie  
kniptorren (Elateridae).
Het geslacht is voor het eerst wetenschappelijk beschreven in 1911 door Blackburn.

## Soorten
Het geslacht omvat de volgende soorten:
- Antoligostethus lucidus Blackburn, 1911
- Antoligostethus pallidus (Blackburn, 1889)